# كريغ نيل
كريغ نيل (بالإنجليزية: Craig Neal)‏ مواليد 16 فبراير 1964 في مونسي، هو مدرب كرة سلة أمريكي ولاعب سابق. بدأ مسيرته الاحترافية في سنة 1988. تم اختياره من قبل فريق بورتلاند ترايل بلايزرز خلال الدرافت. يبلغ طوله 6 قدم 5 بوصة (2.0 م). حقق المركز الأول في بطولة أمم الأمريكتين لكرة السلة 1993. اعتزل اللعب في 1995.

## المسيرة الاحترافية
لعب مع بورتلاند ترايل بلايزرز في موسم 1988–1989، ثم لعب مع ميامي هيت في سنة 1989، ثم لعب مع دنفر ناغتس في سنة 1991.

## الميداليات
| الميدالية | المسابقة                             |
| --------- | ------------------------------------ |
| ذهبية     | بطولة أمم الأمريكتين لكرة السلة 1993 |

## روابط خارجية
- كريغ نيل على موقع إن بي أي (الإنجليزية)
- كريغ نيل على موقع سبورتس رفرنس (الإنجليزية)
- كريغ نيل على موقع كلية كرة السلة في سبورتس رفرنس.كوم (الإنجليزية)
- كريغ نيل على موقع ريلجم (الإنجليزية)
- كريغ نيل على موقع بروبوليرز (الإنجليزية)
- كريغ نيل على موقع سبورتس رفرنس (الإنجليزية)
- كريغ نيل على موقع كلية كرة السلة في سبورتس رفرنس.كوم (الإنجليزية)